# チャールズ・フォスター (財務長官)

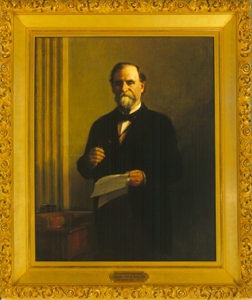
チャールズ・フォスターの肖像画

チャールズ・フォスター（Charles Foster, 1828年4月12日 - 1904年1月9日）は、アメリカ合衆国の政治家。1880年から1884年までオハイオ州知事を務め、1891年から1893年までベンジャミン・ハリソン大統領の下で財務長官を務めた。

## 生涯
1828年、フォスターはオハイオ州ティフィンの郊外で生まれた。フォスターはオハイオ州のノーウォーク学園で学んだが、14歳のときに父が大病を患ったため学園を中退し、父の事業経営を引き受けた。フォスターはそこで大きな才覚を発揮し、フォスターが18歳になると父はフォスターを共同経営者に指名した。フォスターはオハイオ州で最も大きな企業へと成長させ、銀行と鉄道の経営により一財産を築いた。
1853年には判事ジェシー・オルムステッドの娘のアン・オルムステッドと結婚し、2人の娘を儲けた。
またフォスターは、共和党員として活発に政治活動を行った。1870年、ティフィンはアメリカ合衆国下院議員に立候補し、1871年から1879年まで4期続けて下院議員を務めた。1878年のアメリカ合衆国下院議員選挙では敗れたが、翌1879年にオハイオ州知事選挙に立候補し、1880年から1884年までオハイオ州知事を2期務めた。
1890年、フォスターは再びアメリカ合衆国下院議員選挙に立候補したが、当選はならなかった。翌1891年、フォスターはウィリアム・ウィンダムの死によって空席となった財務長官に指名され、ベンジャミン・ハリソン大統領の下で財務長官に就任した。
フォスターは財務長官として、西部の銀採掘業者の掘り出す銀を政府が高値で買い取るシャーマン銀購入法の継続を支持し、貨幣制度の金銀複本位制への復帰論に対抗した。そして1893年、フォスターはハリソン大統領の任期満了に伴って財務長官を退任すると、フォストリアで事業活動を再開した。
そして1904年、フォスターはオハイオ州スプリングフィールドで死去した。フォスターの遺体は同州フォストリアのファウンテン墓地に埋葬された。